# A Saucerful of Secrets (utwór instrumentalny)
A Saucerful of Secrets (tłum. spodek tajemnic) – kilkuczęściowy utwór instrumentalny z 1968 roku brytyjskiego zespołu Pink Floyd z albumu (1968) o tym samym tytule. Nagranie, które trwa blisko 12 minut, zostało skomponowane przez Rogera Watersa, Ricka Wrighta, Nicka Masona i Davida Gilmoura. Ma bardzo eksperymentalny i awangardowy charakter.
„A Saucerful of Secrets” (początkowo w pierwszych występach zespołu znany jako „The Massed Gadgets of Hercules”) stało się podstawowym punktem koncertów Pink Floyd od 1968 do 1972 roku. Wersje te były znacznie bardziej rozbudowane niż wersja studyjna. Wersja na żywo jest dostępna na podwójnym albumie Ummagumma (1969). Z kolei wersja audio-wideo z DVD Live at Pompei: Directors Cut jest uważana za ostateczną.

## Sekcje
Mimo że utwór jest zawsze podawany jako „A Saucerful of Secrets”, niektóre wydania Ummagummy rozdzielają go na cztery osobne sekcje:
1. „Something Else” (tłum. coś innego) – 0:00–3:57 (powolne wejście cymbałów, organy z echem)
2. „Syncopated Pandemonium” (tłum. synkopowane pandemonium) – 3:57–7:04 (pętla perkusyjna, wściekła partia cymbałów, skrzecząca gitara)
3. „Storm Signal” (tłum. alarm przeciwburzowy) – 7:04–8:38 (dzwony, organy)
4. „Celestial Voices” (tłum. niebiańskie głosy) – 8:38–11:56 (bas, organy, melotron, chórki)